# Grete Herber
Grete Herber geborene Köhler (* 15. September 1910 in Jena-Ost; † 2005 in Halberstadt) war eine deutsche Tischtennisspielerin aus den 1950er Jahren. Sie gewann bei DDR-Meisterschaften sieben Titel.

## Werdegang
Herber betrieb zunächst Leichtathletik im Turnverein Wenigenjena. 1928 belegte sie bei den Deutschen
Meisterschaften im Turn-Vierkampf Platz vier. Im gleichen Jahr wurde sie im Hochsprung Gaumeisterin von Thüringen und im Vierkampf Zweite.
Nach dem Zweiten Weltkrieg begann sie mit dem Tischtennissport. Sie spielte zunächst in Weimar und ab 1951 beim Verein BSG Einheit Ost Erfurt, mit dem sie 1953/54 und 1954/55 die DDR-Mannschaftsmeisterschaft der Damen gewann. Bei den DDR-Individualmeisterschaften gewann sie sieben Titel, nämlich zweimal im Einzel und fünfmal im Doppel. Im Doppel trat sie dabei immer mit Hannelore Hanft an. Bis 1954 durften DDR-Aktive auch an den Nationalen Deutschen Meisterschaften teilnehmen. Dies nutzten Hanft / Gerber und gewannen 1953 die deutsche Meisterschaft im Doppel. Mit der Mannschaft von Thüringen siegte Herber 1953/54 im Deutschlandpokal.
1950 führte Herber die Rangliste der DDR an. In der gesamtdeutschen Rangliste wurde sie 1954 auf Platz sechs geführt. Wegen ihrer Erfolge wurde sie 1954 mit dem Titel Meister des Sports geehrt.

## Titelübersicht
- DDR-Meisterschaften
  - 1949   Einzel Platz zwei
  - 1950   Einzel Platz zwei
  - 1952   Doppel mit Hannelore Hanft
  - 1953   Einzel, Doppel mit Hannelore Hanft
  - 1954   Einzel Platz zwei, Doppel mit Hannelore Hanft
  - 1955   Einzel, Doppel mit Hannelore Hanft. Mixed Platz zwei mit Heinz Reimann
  - 1956   Doppel Platz zwei mit Hannelore Hanft
  - 1957   Doppel Platz zwei mit Hannelore Hanft
  - 1958   Doppel mit Hannelore Hanft
  - 1959   Doppel Platz zwei mit Hannelore Hanft
- DDR-Mannschaftsmeisterschaften
  - 1953/54  BSG Einheit Ost Erfurt
  - 1954/55  BSG Einheit Ost Erfurt
- Nationale deutsche Meisterschaften
  - 1952  Einzel Platz drei
  - 1953  Doppel mit Hannelore Hanft
  - 1954  Doppel Platz drei mit Hannelore Hanft

## Privat
Von 1929 bis 1930 wurde Grete Köhler zur Handarbeitslehrerin ausgebildet. Ab 1930 besuchte sie an der Landesturnanstalt Jena einen Kurs für Turnlehrer, an dessen Ende im April 1931 sie als Grundschullehrerin
für Handarbeit und Sport qualifiziert war. Diesen Beruf übte sie von 1931 bis 1936 im Landkreis Jena aus. 1936 heiratete sie Rolf Herber, mit dem sie vier Töchter hatte. Rolf Herber fiel im Zweiten Weltkrieg. Ab 1939 wohnte sie in Weimar. Hier arbeitete sie als Bürogehilfin, nach 1949 als Sportlehrerin in Erfurt und ab 1960 an der Herderschule in Weimar.